# Crypsicometa incertaria
Crypsicometa incertaria là một loài bướm đêm trong họ Geometridae.